# Jack Anderson
Ne doit pas être confondu avec Jack Anderson (cyclisme).
Jack Anderson est un journaliste américain (19 octobre 1922 - 17 décembre 2005) au cœur du dévoilement de nombreux scandales politiques (à partir des pots-de-vin reçus par Sherman Adams — un des proches collaborateurs de Dwight Eisenhower — aux échanges secrets d’armes contre otages lors de l’affaire Iran-Contra en 1986).

## Biographie
Jack Anderson remporte le prix Pulitzer en 1972 alors qu’il dévoilait au public les arrangements secrets confirmés par l’administration Nixon avec le Pakistan afin de soutenir ce pays dans son conflit contre l’Inde.
Il prend sa retraite en juillet 2004. 